# Cylindrocnema
Cylindrocnema is een geslacht van wantsen uit de familie van de Acanthosomatidae (Kielwantsen). Het geslacht werd voor het eerst wetenschappelijk beschreven door Gustav Mayr in 1864.

## Soorten
Het genus is monotypisch en bevat alleen de volgende soort:

- Cylindrocnema plana Mayr, 1864